# یواس‌اس اسپریگ (ای‌ام-۳۸۴)
یواس‌اس اسپریگ (ای‌ام-۳۸۴) (به انگلیسی: USS Sprig (AM-384)) یک کشتی بود که طول آن ۲۲۱ فوت ۳ اینچ (۶۷٫۴۴ متر) بود. این کشتی در سال ۱۹۴۴ ساخته شد.